# Беккерс, Людвиг Андреевич
Людвиг Андреевич Беккерс (1832—1862) — российский медик, хирург и педагог, профессор Императорской медико-хирургической академии на кафедре хирургической клиники, доктор медицины.

## Биография
Людвиг Беккерс родился в 1832 году в Москве. Первоначальное образование получил в московском частном Пансионе Эннеса, затем поступил в Московскую медико-хирургической академии, откуда перевёлся на медицинский факультет Императорского Московского университета, где и окончил курс в 1854 году с правом на степень доктора медицины, по защите диссертации. Ещё студентом Беккерс занимался преимущественно анатомией и среди товарищей пользовался славою отличного препаратора; профессора же смотрели на него как на будущего хирурга.
После окончания университета Беккерс поступил на военно-медицинскую службу и был прикомандирован ко 2-му Военно-сухопутному госпиталю. Здесь, в госпитальной клинике, он обратил на себя внимание Николая Ивановича Пирогова, который в числе других молодых врачей (А. Л. Обермиллера, Э. В. Каде, А. Реберга, К. А. Пабо, П. А. Хлебникова, В. И. Тарасова, А. Тюрина, В. С. Сохраничева) взял его своим помощником в 1854 году в Севастополь, который держал оборону в ходе Крымской войны. В течение шестимесячного пребывания в Крыму, Беккерс сделал до 400 больших операций в госпиталях Севастополя, Бахчисарая и Козлова.
В декабре 1855 года вместе с Пироговым возвратился в Санкт-Петербург и был откомандирован в Ораниенбаумский военный госпиталь. В августе того же года, по Высочайшей воле, сопровождал Н. И. Пирогова при его второй командировке в Крым, где пробыл до января 1856 года. После недолгого пребывания в Петербурге снова отправился в Крым как член Александровского комитета о раненых под председательством князя В. А. Долгорукова. После закрытия комитета был приглашён князем В. И. Васильчиковым в следственную комиссию, которая занималась раскрытием злоупотреблений госпитальных чиновников во время крымской кампании. По окончании следствия, в 1857 году Л. А. Беккерс на средства императрицы был послан на три года в научную командировку за границу.
Занимался в Берлине, где в то же время совершенствовали своё образование другие выпускники Московского университета — физиолог И. М. Сеченов, терапевт С. П. Боткин и офтальмолог Э. А. Юнге. Они вместе слушали курс частных лекций физиолога Карла Людвига по кровообращению и иннервации кровеносных сосудов, часто встречались после занятий, вместе  проводили свободное время, ходили в различные увеселительные заведения и на концерты немецкой музыки. У Р. Вирхова Беккер занимался патологией, работал в клиниках известных хирургов Б. Лангенбека, О. Нелатона, Ф. Гебра, Р. Питта, Э. Шассеньяка). Затем учился в Париже, где, например, слушал лекции профессора теоретической хирургии Ж. Ф. Мальгэня.
Возвратившись в Россию, защитил диссертацию на степень доктора медицины на тему: «Насильственное выпрямление анкилоза колена» и был назначен адъюнкт-профессором Императорской медико-хирургической академии. После смерти профессора И. В. Рклицкого (1860) к доктору Беккерсу перешло заведование хирургическою клиникой Академии. Незадолго до смерти он вместе с доктором Шумовским издал в «Медицинском вестнике» совместную статью «Деятельность мышцы, выгоняющей мочу».
17 (29) марта 1862 года Людвиг Андреевич Беккерс совершил самоубийство, отравившись синеродистым калием, и на глазах у И. М. Сеченова скоропостижно скончался. Сеченов в своих «Автобиографических записках» вспоминал:
В тот год мы жили с ним на одной квартире… Месяца за два до его смерти мне принесли известие (в эту минуту Беккерс был дома): «ради бога следите за Беккерсом, он убьет себя»… утром какого-то злосчастного дня в конце 1861 г., едва я оделся, слышу необыкновенного тона зов. Бегу. Беккерс указывает на свой письменный стол со словами «цианистый калий и мое завещание», срывает с шеи галстук, идет в спальню и бросается на постель. На мои слова «дайте я вставлю вам палец в рот, чтобы вас вырвало», он успел только сказать, что не хочет жить и через каких-нибудь пять минут его уже не стало. Кто и что погубило это золотое сердце, не знаю; но наверно не какие-либо профессорские неудачи в академии
Русский биографический словарь написал о самоубийстве Беккерса:
Смерть Беккерса вызвала много толков. Выставляли разные причины, сводившиеся к самолюбию и другим мелким побуждениям. Но, по утверждению товарищей Беккерса, профессоров И. Сеченова, С. Боткина и П. Хлебникова, «ни одна из этих мелких причин не могла заставить Беккерса забыть те обязанности, которые налагал на него его талант, перед академией и обществом». Что же касается истинной причины его смерти, то она осталась не разъясненной, так как «в жизни частного человека часто бывают события, которые после смерти остаются достоянием только его близких».